# Das finstere Tal
Das finstere Tal (Engels: The Dark Valley) is een Oostenrijks-Duitse film uit 2014 onder regie van Andreas Prochaska. De film is gebaseerd op het gelijknamige boek van Thomas Willmann en ging in première op 10 februari op het Internationaal filmfestival van Berlijn.

## Verhaal
Eind 19de eeuw rijdt een ruiter, Greider (Sam Riley) een klein bergdorpje in de Alpen binnen. Hij heeft twee paarden en een fototoestel bij zich. Greider stelt zich voor als fotograaf en vraagt of hij de winter kan doorbrengen in het dorp. Hij wordt op een kille onvriendelijke manier onthaald, vooral door de zes broers Brenner die het dorp terroriseren. Niettemin is hij vastbesloten er te blijven want hij heeft andere bedoelingen, namelijk wraak nemen op de gebroeders Brenner. 

## Rolverdeling
- Sam Riley als Greider
- Tobias Moretti als Hans Brenner
- Paula Beer als Luzi Gader
- Helmuth Häusler als Hubert Brenner
- Martin Leutgeb als Otto Brenner
- Johannes Nikolussi als Rudolf Brenner
- Clemens Schick als Luis Brenner
- Florian Brückner als Edi Brenner
- Hans-Michael Rehberg als Brenner
- Erwin Steinhauer als Breiser

## Prijzen  & nominaties
- De film won een vijftiental prijzen in Duitsland, Oostenrijk en Zuid-Korea (Puchon International Fantastic Film Festival).[1]
- Op 3 september 2014 werd de film door de Oostenrijkse filmcommissie genomineerd voor de Oscar in de categorie "Beste niet-Engelstalige film.[2]